# Zagroda (KG AK)
„Zagroda” – kryptonim działu Łączności Zagranicznej Oddziału V (dowodzenia i łączności) Komendy Głównej Armii Krajowej.
Początkowo Oddziałem V kierował major Leon Chendyński („Gruda”), a od września 1941 roku pułkownik dyplomowany Kazimierz Pluta-Czachowski („Gołdyn”, „Kuczaba”). Wiosną 1940 roku w skład oddziału wchodziło dziesięć działów, w tym personalny, ochrony, przejść granicznych, szyfrów łączności radiowej, łączności z zagranicą i łączności z prowincją. Po rozbudowie oddziału w roku 1941 działy przemianowano na wydziały. Wydziałem Łączności Konspiracyjnej (V-K) kierowała Janina Karasiówna („Janina Berg”, „Bronka”, „Henryk Kościesza”, „HK”). Wydział cieszył się dość dużą autonomią; wiosną 1944 roku podporządkowany został szefowi sztabu KG AK. W skład wydziału wchodziły centrale poczty konspiracyjnej dowódcy AK, szefa sztabu oraz – bezpośrednio – Oddziału V, a ponadto kancelaria główna, biura szyfrów krajowych i zagranicznych, komórka legalizacyjna i pracownie fotograficzne, działy łączności kurierskiej dla komunikacji z okupacjami wschodnią i zachodnią oraz Generalnym Gubernatorstwem. Funkcje pomocnicze wypełniały działy finansowy, opieki specjalnej i zdrowotnej, werbunku i szkolenia, łączności alarmowej i archiwum.
W Oddziale V służyło – w połowie 1943 roku – 136 oficerów i podoficerów oraz 3510 żołnierzy AK. Na terenie całego kraju współpracowało z nim około 30 tysięcy osób.
Działem łączności zagranicznej kierowała, od chwili powstania komórki, Emilia Malessa („Marcysia”, „Mila”, „Maniuta”, „Miłosza”). Jej zastępczyniami były m.in. Elżbieta Zawacka i Helena Rudzińska. Działalność placówki obejmowała trasy kurierskie wiodące przez Słowację
do Budapesztu (trasa „Południe”), przez Gdynię do Skandynawii („Północ”) i przez III Rzeszę do okupowanej Francji i dalej („Zachód”). W centrali w Warszawie pracowało 49 osób, a w terenie 279. W okresie od września 1941 do lutego 1944 roku przesłano (według niepełnych danych) 144 przesyłek pocztowych za granicę, odebrano 66, wyekspediowano 82 emisariuszy i kurierów.
Dział pracował sprawnie, ale dwukrotnie (w roku 1940 NKWD i wiosną 1944 Gestapo) miały miejsce wpadki, które przyniosły znaczne straty osobowe i konieczność szybkich zmian strukturalnych. Placówka uległa likwidacji w styczniu 1945 roku.
Była wydawana Honorowa Odznaka Żołnierza Komendy Głównej Armii Krajowej Oddziału VK Łączności Zagranicznej „Zagroda”.